# Siodełko (chordofony)

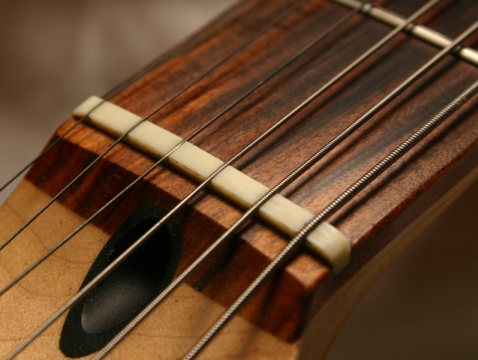
Siodełko gitary

Siodełko – w chordofonach szarpanych żłobiona część instrumentu będąca jednym z dwóch końców obszaru w którym drga struna (drugim końcem jest mostek). Struny przechodząc przez żłobienia w siodełku prowadzone są do główki. Siodełko powoduje, że struny nie drgają poza gryfem. Wykonuje się je ze srebra, stali, twardego nylonu lub innych syntetycznych substancji.